# Vern Pullens
Vern Pullens (* um 1929; † 2001) war ein US-amerikanischer Country- und Rockabilly-Musiker, der ab 1956 regelmäßig Platten veröffentlichte.

## Leben

### Kindheit und Jugend
Vern Pullens wahrscheinlich wuchs im ländlichen Bogalusa, Louisiana auf. Anderen Quellen nach soll Pullens in Picayne, Mississippi geboren worden sein.

### Karriere
In der Woche arbeitete Pullens als Maurer, an den Wochenenden trat er mit einer Band auf und spielte in Honky Tonks. Durch B.J. Johnson kam Pullens in Kontakt mit einem kleinen Plattenlabel und im Sommer 1956 wurde er von Bennie Hess, Besitzer des Labels Spade Records, nach Houston eingeladen. Hess nahm Pullens unter Vertrag und arrangierte eine Session am 27. September 1956, in Houston, Texas. Bop Crazy Baby / It’s My Life und Mama Don’t Allow No Boppin’ Tonight wurden im Studio des Radiosenders KTRH mit lokalen Musikern eingespielt. Bis heute gelten diese Aufnahmen als klassische Rockabilly-Titel. Anfang 1957 veröffentlichte Spade eine Country-Single von Pullens, der nur Erfolge in Texas eingeräumt und von Billboard nur durchschnittlich bewertet wurde. Auch Pullens’ dritter und vorerst letzter Spade-Single war kein Platz in den Charts vergönnt.
In den nächsten Jahren setzte Pullens seine Karriere fort und spielte bei Big Howdy, Stop und D Records Platten ein. Auch bei seinem eigenen Label, Sun Down Records, veröffentlichte er seine Stücke; sein erfolgreichster Titel erreichte Platz 20 der Billboard Charts.
Nachdem Pullens in den 1960er-Jahren kurze Zeit in Nashville, Tennessee gelebt hatte, zog er wieder zurück nach Mississippi. Das Rockabilly-Revival bewegte Pullens dazu, wieder zu seinem Stil der 1950er-Jahre, dem Rockabilly, zurückzukehren und wechselte zu Hess’ wiederbelebten Label Spade. 1975 erschien eine Platte mit dem Huey-Long-Song Elvis Stole My Gal und einer neuen Version von Pullens’ Long Gone. 1978 war Pullens das letzte Mal seines Lebens im Studio, als er für das kleine Label Rock-It eine Session abhielt, die You Don’t Mean to Make Me Cry / Jitterbuggin' Baby produzierte. Auf diesen Aufnahmen wurde er von den ehemaligen Sun-Musikern Marcus Van Story (Bass), Al Hopson (Gitarre) und Jerry Lee Smith (Klavier) begleitet.
Bis zu seinem Tod trat Pullens aber weiterhin öffentlich auf, vor allem in seinem Heimatstaat Mississippi.

## Diskografie

### Singles
| 1956                    | Bob Crazy Baby / It’s My Life                                                              | Spade 1927         |
| 1957                    | Would You Be Happy / It Took One Moment                                                    | Spade 1930         |
| 1957                    | Country Boy’s Dream / What Am I to Do (mit B.J. Johnson)                                   | Spade 1935         |
| 1960                    | I Sent You the Pillow / Loving You (Means More Than Life To Me) (als Vern Pullen)          | Big Howdy 785      |
| 1960                    | Beautiful You / It Hurts Enough to Cry                                                     | Big Howdy 786      |
| 1960                    | Country Boy’s Dream / What Am I to Do (mit B.J. Johnson)                                   | D 1107             |
|                         | Long Gone / Rock On Mabel                                                                  | Spade 11975        |
| 1975                    | Elvis Stole My Gal / Rock On Mabel                                                         | Spade              |
| 1979                    | You Don’t Mean To Make Me Cry / Jitterbuggin‘ Baby                                         | Rock-It 105        |
|                         | Dad and the Old Folks Home / Three More Miles to Heaven                                    | Sun Down 013       |
| Unveröffentlichte Titel |                                                                                            |                    |
|                         | - I Talked To An Angel - Last Night - Mama Don’t Allow No Boppin‘ Tonight - Old Folks Home |                    |
|                         | - I Forgto to Remember to Forget                                                           | [Status unbekannt] |

### Alben
- 1981: Spade Rockabilly
- 1985: Vern Pullens